# لیگ ۱ اندونزی
سوپر لیگ فوتبال اندونزی (اندونزیایی: Liga Super Indonesia) معتبرترین لیگ فوتبال در کشور اندونزی می‌باشد که از سال ۲۰۰۸ میلادی تاکنون در این کشور برگزار می‌شود. ۱۸ باشگاه در این مسابقات حضور دارند.
باشگاه پرسیپورا جایاپورا با کسب ٤ مقام قهرمانی، پرافتخارترین تیم این مسابقات محسوب می‌شود.

## قهرمانی بر پایه باشگاه ها
| باشگاه            | قهرمان | نایب قهرمان | فصل قهرمانی            | فصل نایب قهرمانی       |
| ----------------- | ------ | ----------- | ---------------------- | ---------------------- |
| پرسیپورا جایاپورا | ۳      | ۳           | ۲۰۰۸–۰۹, ۲۰۱۰–۱۱, ۲۰۱۳ | ۲۰۰۹–۱۰, ۲۰۱۱–۱۲, ۲۰۱۴ |
| آرما              | ۱      | ۲           | ۲۰۰۹–۱۰                | ۲۰۱۰–۱۱, ۲۰۱۳          |
| بالی یونایتد      | ۱      | ۱           | ۲۰۱۹                   | ۲۰۱۷                   |
| سریویجایا         | ۱      | ۰           | ۲۰۱۱–۱۲                |                        |
| پرسیب باندونگ     | ۱      | ۰           | ۲۰۱۴                   |                        |
| بهایانگکارا       | ۱      | ۰           | ۲۰۱۷                   |                        |
| پرسیجا جاکارتا    | ۱      | ۰           | ۲۰۱۸                   |                        |
| پرسبایا سورابایا  | ۰      | ۱           |                        | ۲۰۱۹                   |
| پرسیوا وامنا      | ۰      | ۱           |                        | ۲۰۰۸–۰۹                |
| پی اس ام ماکاسار  | ۰      | ۱           |                        | ۲۰۱۸                   |